# جوانا تايلور
جوانا تايلور (بالإنجليزية: Joanna Taylor)‏ هي مصممة أزياء تقليدية وعارضة وممثلة بريطانية، ولدت في 24 يوليو 1978 في توتينغ ‏ في المملكة المتحدة.

## وصلات خارجية
- جوانا تايلور على موقع IMDb (الإنجليزية)
- جوانا تايلور على موقع قاعدة بيانات الفيلم (الإنجليزية)